# Procon Multimedia
Die PROCON MultiMedia AG war ein weltweit tätiger Dienstleister für die technische Ausstattung von Veranstaltungen, Film- und Fernsehproduktionen. Insbesondere handelte es sich dabei um Leistungen im Zusammenhang mit Licht-, Ton-, Video-, LED- und Kameratechnik sowie Bühnen- und Traversensystemen. 
Die Gesellschaft wurde im August 1988 in Hamburg gegründet. 1999 erfolgte der Börsengang. Im Oktober 2009 hat die MHG Media Holdings, eine Tochter des Weltmarktführers Production Resource Group, ein freiwilliges Übernahmeangebot veröffentlicht.
Die Verschmelzung der PROCON MultiMedia AG auf die MHG Media Holdings AG ist am 29. Juni 2012 durch Eintragung in das Handelsregister der MHG Media Holdings AG wirksam geworden. Die PROCON MultiMedia AG ist damit erloschen.